# (18454) 1995 BF1
(18454) 1995 BF1 est un astéroïde de la ceinture principale d'astéroïdes découvert en 1995.

## Description
(18454) 1995 BF1 a été découvert le 23 janvier 1995 à Kiyosato (Japon) par Satoru Ōtomo.

### Caractéristiques orbitales
L'orbite de cet astéroïde est caractérisée par un demi-grand axe de 2,20 UA, un périhélie de 2,03 UA, une excentricité de 0,08 et une inclinaison de 4,01° par rapport à l'écliptique. Du fait de ces caractéristiques, à savoir un demi-grand axe compris entre 2 et 3,2 UA et un périhélie supérieur à 1,666 UA, il est classé, selon la JPL Small-Body Database, comme objet de la ceinture principale d'astéroïdes.

### Caractéristiques physiques
(18454) 1995 BF1 a une magnitude absolue (H) de 14,2 et un albédo estimé à 0,109.